# Смирнов, Константин Николаевич (1899—1981)
Константин Николаевич Смирнов (15 октября 1899, Москва — 24 сентября 1981, Москва) — советский военный деятель, участник Великой Отечественной войны, Генерал-лейтенант авиации (1944 год).

## Биография
Константин Николаевич Смирнов родился 15 октября 1899 года в Москве.

## Военная служба

### Гражданская война
В ноябре 1918 года был призван в ряды РККА, после чего был направлен красноармейцем на Западный фронт.
В 1919 году вступил в ряды ВКП(б).

### Межвоенное время
В 1921 году закончил Егорьевскую авиационную школу лётчиков, а в 1922 году — Московскую авиационную школу лётчиков, после чего служил лётчиком, командиром авиационного звена, отряда и легко-бомбардировочной разведывательной авиационной эскадрильи.
После окончания в 1928 году курсов усовершенствования начальствующего состава при Военно-воздушной академии имени Н. Е. Жуковского был назначен на должность командира авиационного отряда, после чего принимал участие в ликвидации басмачества в Каракумах.
В 1930 году повторно окончил курсы усовершенствования начальствующего состава при Военно-воздушной академии имени Н. Е. Жуковского, а в 1936 году — оперативный факультет при этой же академии, после окончания которого служил на должностях помощника командира, командира бомбардировочной авиационной бригады и командира 46-й авиационной дивизии.
После окончания курсов усовершенствования начальствующего состава при Академии Генерального штаба в ноябре 1940 года Смирнов был назначен на должность командира 2-го авиационного корпуса.

### Великая Отечественная война
С началом войны корпус под командованием Смирнова принимал участие в ходе оборонительных боевых действий в составе Юго-Западного, Западного, Центрального, Резервного и Брянского фронтов.
В октябре 1941 года Смирнов был назначен на должность командира 101-й истребительной авиационной дивизии, прикрывавшей Воронеж. В январе 1942 года был назначен на должность командующего ВВС 12-й армии, участвовавшей в ходе Барвенково-Лозовской наступательной операции.
Константин Николаевич Смирнов в июле 1942 года был назначен на должность командующего 2-й воздушной армией, принимавшей участие в ходе Воронежско-Ворошиловградской оборонительной операции, Сталинградской битве, Среднедонской наступательной операции и Харьковской наступательной и оборонительной операциях, а также в освобождении Белгорода, Курска, Харькова и других.
В мае 1943 года Смирнов был назначен на должность командующего ВВС Приволжского военного округа.

### Послевоенная карьера
После окончания войны Смирнов находился на прежней должности. В июне 1946 года был назначен на должность командующего авиацией воздушно-десантных войск.
Генерал-лейтенант Константин Николаевич Смирнов в июне 1951 года вышел в отставку. Умер 24 сентября 1981 года в Москве. Похоронен на Кунцевском кладбище.

## Награды
- Два ордена Ленина (25.05.1936, 21.02.1945);
- Два ордена Красного Знамени (3.11.1944, 20.06.1949);
- Орден Кутузова 1-й степени (8.02.1943);
- Орден Красной Звезды (27.03.1942);
- медали.